# Трембачово
Трембачово (укр. Трембачеве) — село, относится к Новопсковскому району Луганской области Украины.
Население по переписи 2001 года составляло 341 человек. Почтовый индекс — 92321. Телефонный код — 6463. Занимает площадь 4,84 км². Код КОАТУУ — 4423385302.

## Местный совет
92320, Луганська обл., Новопсковський р-н, с. Павленкове, вул. Леніна, 1  (укр.)